# روي غاردنر (مجرم)
روي غاردنر (بالإنجليزية: Roy Gardner)‏ هو مجرم أمريكي، ولد في 5 يناير 1884 في ميزوري في الولايات المتحدة، وتوفي في 10 يناير 1940 في سان فرانسيسكو في الولايات المتحدة.

## وصلات خارجية
- روي غاردنر على موقع IMDb (الإنجليزية)
- روي غاردنر على موقع قاعدة بيانات الفيلم (الإنجليزية)